# Ammobates
Ammobates  (лат.) — род пчёл-кукушек из трибы Ammobatini семейства Apidae. Около 50 видов. Европа, Азия, Африка. На юг — до Намибии и ЮАР, на восток — до Узбекистана и Индии. 

## Описание
Длина 5—10 мм. Клептопаразиты пчёл родов Anthophora и Tetralonia, в гнёзда которых откладывают свои яйца. Как и другие пчёлы-кукушки не обладают приспособлениями для опыления и сбора пыльцы (нет корзиночек на ногах, модифицированных волосков на теле и т.д.). В год бывает одно поколение (унивольтинность), летают с июня по август. Голова и грудь чёрные, брюшко — красное. Переднее крыло с 2 радиомедиальными ячейками. Усики самок 12-члениковые, самцов — 13-члениковые.

## Систематика

### Виды Европы
В Европе 15 видов.

| - Ammobates carinatus Morawitz, 1872 - Ammobates dufourii (Latreille, 1809) - Ammobates dusmeti Popov, 1951 - Ammobates globosus Mavromoustakis, 1954 - Ammobates handlirschii Friese, 1895 - Ammobates hellenicus Mavromoustakis, 1961 - Ammobates major (Perez, 1902) - Ammobates mavromoustakisi Popov, 1944 - Ammobates melectoides (Smith, 1854) - Ammobates muticus Spinola, 1843 - Ammobates oraniensis (Lepeletier, 1841) - Ammobates punctatus (Fabricius, 1804) - Ammobates rufiventris Latreille, 1809 - Ammobates similis Mocsary, 1894 - Ammobates vinctus Gerstaecker, 1869 | - Другие виды |